# Кикинг-Хорс
Кикинг-Хорс (англ. Kicking Horse River) — река на юго-востоке канадской провинции Британская Колумбия. Приток реки Колумбия. Длина реки — 80 км. Средний расход воды — 40,9 м³/с.
Река берёт начало из небольшого ледникового озера Вапта, которое находится в Канадских Скалистых горах, на территории национального парка Йохо. Течёт главным образом в юго-западном направлении. Принимает крупный приток Йохо и продолжает течь на юго-запад вплоть до водопадов Вапта, ниже которых река поворачивает на северо-запад и течёт в этом направлении уже вплоть до своего устья в городке Голден. Всего на реке расположены 3 основных водопада, крупнейший из которых — водопад Вапта, высота которого составляет около 18 м.
В 1989 году река включена в Список охраняемых рек Канады
Пешеходный мост через реку Кикинг-Хорс в Голдене является самым длинным мостом с деревянным каркасом в Канаде.

## Галерея

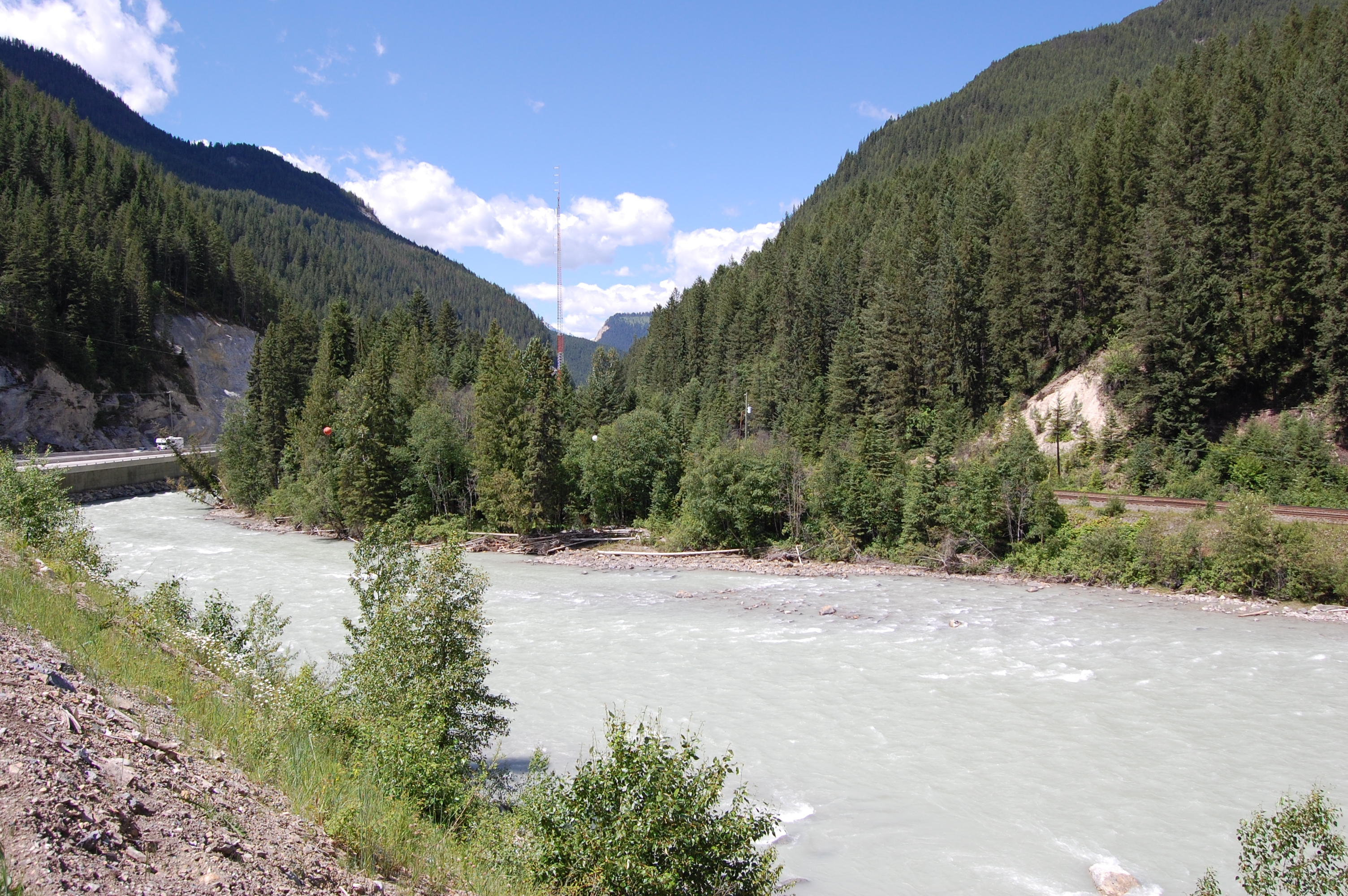
Кикинг-Хорс близ Голдена
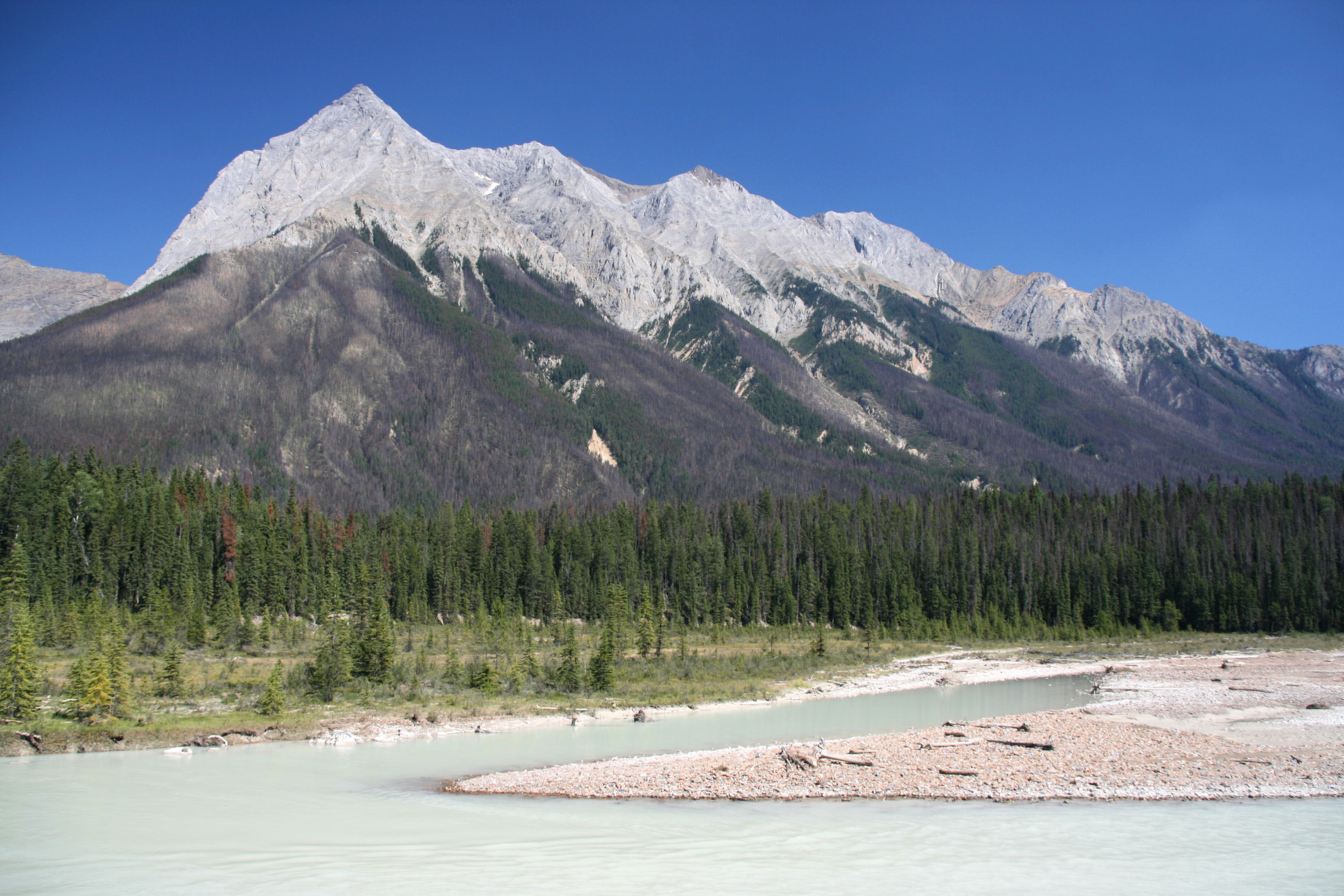
Кикинг-Хорс у подножья пика Ченселлор в национальном парке Йохо
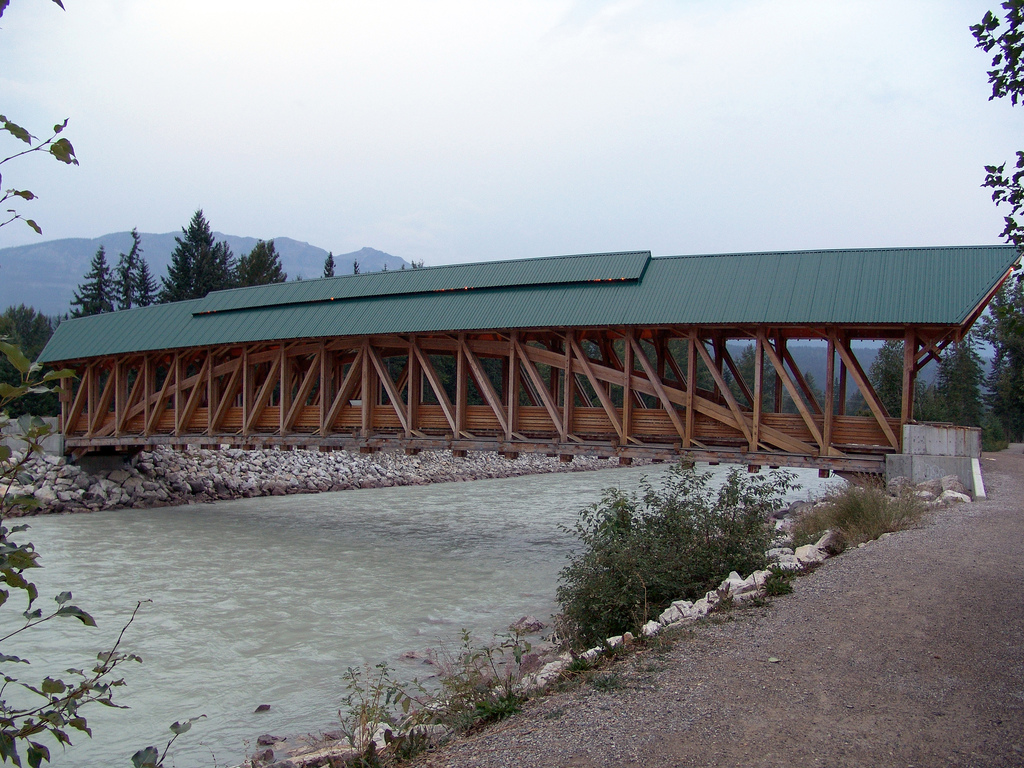
Пешеходный мост через Кикинг-Хорс